# Lékoni (Fluss)
Der Lékoni (auch Leconi und im späteren Verlauf auch Deconi) ist ein rechter Nebenfluss und späterer Zufluss des Ogooué im zentralafrikanischen Staat Gabun.

## Verlauf
Der Fluss entspringt im Osten des Landes innerhalb der Provinz Haut-Ogooué an der Grenze zur Republik Kongo und fließt u. a. entlang der Städte Akiéni und Lékoni. Etwa die Hälfte seines Weges fließt er nach Nordwesten, um dann auf westliche Richtung umzuschwenken. In der Nähe der westlichen Grenze zur Provinz Ogooué-Lolo fließt er in den Ogooué.